# Ron Hastings
Ron Hastings (* 28. November 1936 in Guelph, Ontario, Kanada; † 11. März 2006 in Charlottetown, Prince Edward Island) war ein kanadischer Theaterschauspieler.

## Leben
Aufgewachsen in Kitchener, Ontario, spielte Hastings mehr als vier Jahrzehnte Theater auf Bühnen überall in Kanada. In seinen ersten Jahren arbeitete er nebenbei als Bühnenarbeiter. 
Hastings war Mitglied verschiedener Theatergesellschaften, u. a. Ottawa's National Arts Centre, St. Lawrence Centre und des Stratford Festival. 
Am bedeutendsten aber war Hastings Saison beim Charlottetown Festival auf der Prince Edward Island, wo er die Rolle des Matthew in der Produktion Anne Of Green Gables spielte. 